# Albrecht Milnik

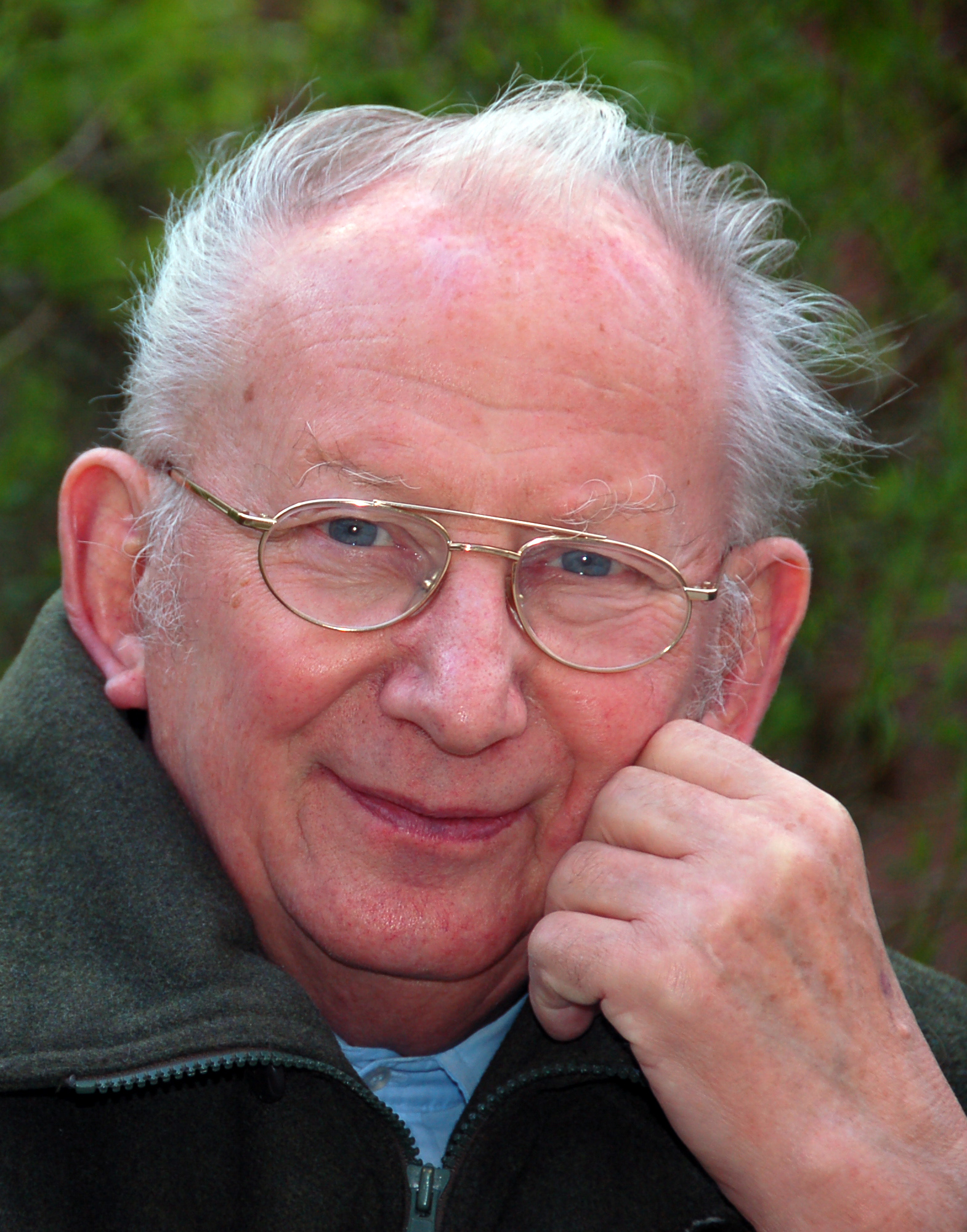
Albrecht Milnik em 2010.

Albrecht Milnik (* 10 de novembro de 1931 em Hermsdorf, em Görlitz; hoje Jerzmanki como parte de Gmina Zgorzelec) é um famoso cientista florestal.
Ele é considerado um dos maiores especialistas sobre a ciência florestal na Alemanha.

## Literatura
- Ekkehard Schwartz: Albrecht Milnik 70 Jahre. In: AFZ/DerWald. Allgemeine Forst-Zeitschrift für Waldwirtschaft und Umweltvorsorge. 56. Jahrgang, Heft 22/2001, ISSN 1430-2713, S. 1199
- Agnes Steinbauer: Die Theorie ist grau, der Wald ist grün. 1783 wurde der Forstwissenschaftler und erste Ökologe Wilhelm Leopold Pfeil geboren. Sendung des Deutschlandfunks vom 28. März 2008 aus Anlass des 125. Geburtstags Pfeils mit Fachkommentaren Milniks (Text und Podcast); abgerufen am 12. August 2009